# International Karate
International Karate (ook wel World Karate Championship) is een computerspel dat ontwikkeld door System 3. Het spel kwam als eerste uit voor de ZX Spectrum in 1985, maar werd later omgezet naar andere homecomputers. Het doel van het spel is een zo hoog mogelijke dan te halen, de wereldkampioen worden en de hoogste score te behalen. In de singleplayer modus vecht de speler tegen computertegenstanders die telkens in kracht toenemen. In het spel kan gevochten worden en tussen de gevechten kan men bonuspunten behalen door middel van het kaatsen van stuiterende ballen, breken van houten planken, et cetera. Het spel kan met een joystick of via het toetsenbord gespeeld worden.

## Stages
- Fuji (Tokio, Japan)
- Sydney Harbour (Sydney, Australië)
- Vrijheidsbeeld (New York, VS)
- Verboden Stad (Peking, China)
- Christus de Verlosser (Rio de Janeiro, Brazilië)
- Palace of Westminster (Londen, Engeland)
- Parthenon (Athene, Griekenland)
- Piramide van Cheops (Caïro, Egypte)

## Platforms
| Jaar | Platform                                                                                        |
| ---- | ----------------------------------------------------------------------------------------------- |
| 1985 | ZX Spectrum                                                                                     |
| 1986 | Amstrad CPC, Apple II, Atari 8-bit, Atari ST, Commodore 16 Plus/4, Commodore 64, MSX, PC Booter |
| 1989 | DOS                                                                                             |
| 2008 | Virtual Console (Wii)                                                                           |

## Ontvangst
| Beoordeeld door | Platform     | Datum          | Score |
| --------------- | ------------ | -------------- | ----- |
| Zzap!           | Commodore 64 | juni 1986      | 91%   |
| Power Play      | Commodore 64 | februari 1986  | 84%   |
| 64'er           | Commodore 64 | september 1986 | 80%   |
| ATARImagazin    | Atari 8-bit  | maart 1987     | 80%   |
| Nintendo Life   | Wii          | 29 maart 2008  | 70%   |
| Pixel-Heroes.de | Commodore 64 | december 2003  | 70%   |
| Your Sinclair   | ZX Spectrum  | februari 1986  | 70%   |
| Génération 4    | Atari ST     | 1987           | 52%   |
| All Game Guide  | Commodore 64 | 1998           | 40%   |
| Power Play      | DOS          | augustus 1989  | 36%   |

## Latere versies
Het spel werd opgevolgd door:
- International Karate Plus (1987)
- International Karate 2000 (2000)
- International Karate Advanced (2001)